# 領域権原
領域権原（りょういきけんげん、英: title to territory; territorial title）とは、一定の地域について領域主権を有効に設定し、行使するための原因または根拠となる事実である。領土権原、領有権原、領土取得権原といわれることもある。領域権原にもとづいて特定の地域が国家に帰属し、その地域に国家の主権的な権能が行使されることとなる。国家が領域権原を取得する態様として、大きく二つに分けられる。ひとつはいずれの国家にも帰属していない地域を新たに自国の領域に編入する原始取得であり、先占と添付がこれにあたる。もうひとつは他国領域を自国領域に編入する承継取得であり、割譲、併合、征服、時効がこれにあたる。

## 原始取得

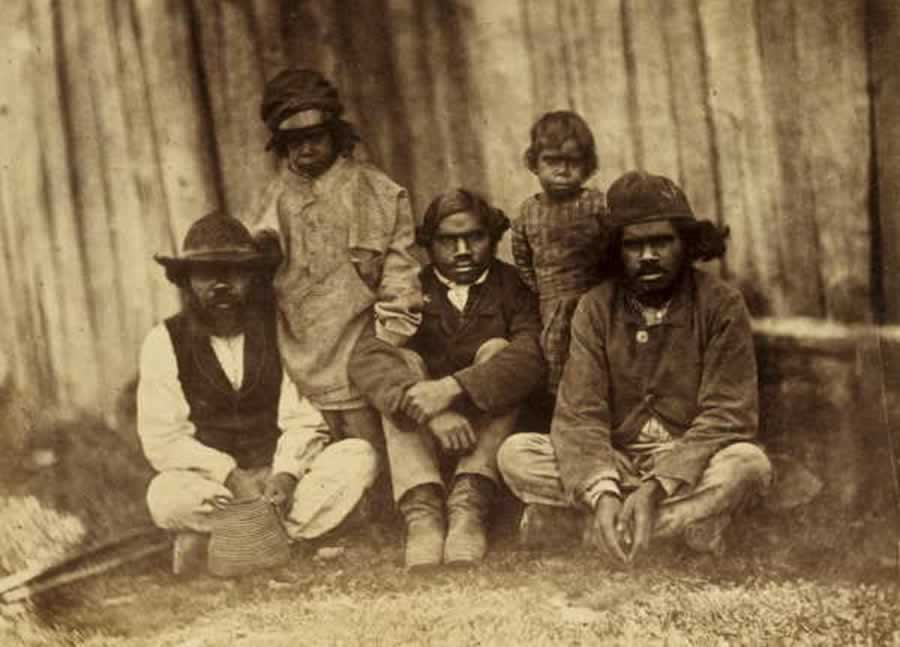
1858年に撮影されたオーストラリアの先住民アボリジニ。西欧文明に達しない段階の社会は無主地とみなされたため、1901年のオーストラリア憲法ではアボリジニの存在が否定され、オーストラリアが無主地とされた。

領域権原の原始取得は、いずれの地域にも属していなかった地域（無主地）を新たに自国領域に編入することであり、先占と添付がこれにあたる。かつては西欧文明に類する段階（文明国）に達していない地域はすべて無主地とみなされ原始取得の対象とされたが、今日ではその地域に社会的・政治的な組織が存在していて、住民を代表する首長の支配下に置かれている場合には無主地とはみなされない。かつては発見も有効な領域権原と考えられていたが、現代においては否定されている。

### 先占
先占とは、領有の意思を持って無主地を実効的に支配することである。18世紀以降、西欧諸国による植民地支配のための重要な手段であった。西欧文明に類する段階に達していない地域は先占の対象となる無主地とみなされていたが、1975年の西サハラ国際司法裁判所勧告的意見では、西欧文明に属さない先住民だけが居住している地域であっても、固有の政治的・社会的組織があって、住民を代表する首長の権限のもとに置かれている地域は、無主地ではないとする国際慣行が19世紀末には成立していたと判断された。先占というためにはまず領域取得の意思が示されなければならず、その地域を自国に編入するという宣言や他国への通告によって行われるが、一般的には個々の国家活動や関連事実から推定されるものであり、他国への通告は絶対的な条件とは言えない。先占は実効的な占有を伴うものでなければならず、単に無主地を発見したり、主権を宣言したり、国旗を掲揚しただけでは不十分とみなされる。例えば1928年のパルマス島事件常設仲裁裁判所判決では、スペインによる島の発見は先占による同国の領域権原を認めるには不十分なものであり、アメリカによる継続的かつ平穏な主権の行使が優先されると判断された。このような実効的占有は自国の法秩序を維持し、他国の介入を有効に排除する程度の具体的な国家活動でなければならない。

### 添付
添付とは、自然現象によって国家領域の範囲が拡大することである。例えば河口や海岸での土砂の堆積、海底の隆起などのような自然現象による。古代ローマ法の附合理論を国際関係に類推したものである。20世紀以降は堤防や埋め立てなどによる人工的な領域拡大も領域権原としての添付に含まれるとみなされるようになった。

## 承継取得

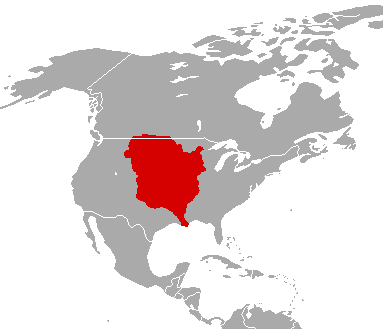
1803年に地図中の赤い地域が6000万フランでフランスからアメリカ合衆国に割譲された（ルイジアナ買収）。

領域権原の承継取得は、他国の領域について領域主権の移転・承継を受ける場合である。征服のように一方的な方式によるものもあるが、領域を拡大することにより他国に不利をもたらすものであるから、原則的には割譲や併合のような条約方式であることを要する。このほかに時効が領域権原の承継取得として認められるかについて争いがある。

### 割譲
割譲は、他国領域の一部を合意によって譲り受けるものである。今日では割譲による領域変動の事例は少ないが、有償によるものか無償によるものかを問わず、領土交換のための割譲もある。原則的に割譲地の住人は譲受国の国民となるが、譲渡国と譲受国との間の条約によって住人の旧国籍維持が認められることもある。特別な条約による場合を除けば、割譲に当たっては割譲地での住人投票によって住人の意思を問うべきとする慣習法規は存在しない。

### 併合
併合は、他国領域の全部を合意によって譲り受けることである。併合によって被併合国は消滅し、被併合国の国民は併合国の国籍を取得することとなる。併合が宣言される時点では被併合地域が実質的に併合国に従属している場合も少なくなく、この場合には後述する征服を意味することとなる。ただし現代においては強制による条約（併合条約）は無効とされている（条約法条約52条）。

### 征服
征服は、他国領域の全部を武力によって自国に編入することである。強制的併合ともいう。かつては他国領域に対する実効的支配の確立と領有意思を要件として征服が認められたが、現代においては国際法上武力行使が一般的に禁止されている（国連憲章2条4項、武力不行使原則）。自衛権にもとづく軍事占領の場合には例外的に占領国の武力行使が許容されることはあるが、そのような軍事占領は被占領国による武力行使が存続する場合に限ってそれに対抗するために認められるものであるため、有効な領域権原とはならない。

### 時効
時効は、相当期間平穏に主権者として領有する意思をもって支配した場合に、支配地域を取得することである。ローマ法や国内私法に起源を持つ考え方であるが、国際法上このような時効制度が認められるかについては議論が分かれるところである。国内法と違って国際法においては時効期間の定めがなく、国際法秩序に不安定な要因をもたらすとして時効を領域権原の取得方式としては否定する見解がある。これに対して、時効期間のような時間的要素は状況によって多様であることから明確化すべきではないとする見解もある。なお、国家実行および国際判例において時効の理論が認められたことは稀である。